# سابورو کامی
سابورو کامی (انگلیسی: Saburo Kamei; ۳ آوریل ۱۹۳۸ – ۹ سپتامبر ۲۰۱۳) بازیگر، و صداپیشه اهل ژاپن بود.